# Зоран Живковић (писац)
Зоран Живковић (Београд, 5. октобар 1948) српски је писац, књижевни теоретичар, преводилац и универзитетски предавач.
Један је од најпревођенијих српских књижевника. Прозне књиге су му вишеструко награђиване у земљи и свету, адаптиране у драмске облике и добиле су значајну међународну критичку рецепцију. Добитник је Светске награде за фантастику 2003. године. Редовни је професор на Филолошком факултету Универзитета у Београду.

## Биографија
Дипломирао је 1973. на групи за Општу књижевност с теоријом књижевности на Филолошком факултету у Београду. На истом факултету магистрирао је 1979. и докторирао 1982. године.
У раздобљу 1973-1993. створио је значајно дело у науци о књижевности, уређивању, издаваштву и преводилаштву, укључујући и капиталне пројекте попут алманаха Андромеда, библиотека „Кентаур“ и „Поларис“, ауторских научних монографија и Енциклопедије научне фантастике.

## Књижевно дело
Као прозаиста дебитовао је 1993. године романом Четврти круг за који је добио награду „Милош Црњански“. Сабрана прозна дела у по два тома на српском и енглеском (Романи и Немогуће приче) објављена су му 2009-2010. у издању Завода за уџбенике.
Живковић је један од најпревођенијих савремених српских књижевника. До 2013. године објављено је 70 издања његових дела на страним језицима. Књиге су му изишле у САД (Временски дарови, два издања, Књига/Писац, Четврти круг, Скривена камера, Седам додира музике, Кораци кроз маглу, Немогући сусрети), Енглеској (Немогуће приче, Дванаест збирки и чајџиница, Последња књига, Мост, Писац/Књига/Читатељка, Немогуће приче 2, Есхерове петље, Писац у најам), Италији (Последња књига, Библиотека, Седам додира музике, Писац у најам, Нађи ме), Португалији (Библиотека, два издања, Последња књига, Писац у најам, Седам додира музике), Немачкој (Скривена камера, Последња књига, Немогући роман), Шпанији (Немогуће приче, Књига/Писац, Скривена камера), Француској (Писац у најам), Данској (Библиотека), Грчкој (Књига), Швајцарској (Читатељка), Холандији (Последња књига), Јапану (на јапанском – Чајџиница; на енглеском – Библиотека, Вагон, Четири приче до краја, Читатељка и Амаркорд), Јужној Кореји (Књига, Последња књига, Библиотека), Бразилу (Последња књига), Турској (Временски дарови, Библиотека, Немогући сусрети), Русији (Четврти круг), Чешкој (Временски дарови), Пољској (Библиотека, Амаркорд), Бугарској (Седам додира музике, Четврти круг), Украјини (Дванаест збирки и чајџиница), Словенији (Четврти круг, Мост, Библиотека, Читатељка, Амаркорд, Последња књига, Писац у најам, Кораци кроз маглу, Дванаест збирки и чајџиница) и Хрватској (Временски дарови, Немогући сусрети, Седам додира музике, Библиотека, Последња књига).
Живковићев роман Пет дунавских чуда изворно је изишао као петотомно издање на пет језика: српском, енглеском, немачком, словачком и мађарском.
Приче су му објављене у антологијама и часописима у САД, Енглеској, Јапану, Пољској, Финској, Данској, Француској и Мађарској.

## Драматизације
Према Живковићевим причама "Воз" (Немогући сусрети) и "Хотелска соба" (Четири приче до краја) редитељ Пуриша Ђорђевић снимио је играни филм Два који је имао премијеру на Фесту 2007. године. Исти редитељ екранизовао је и Живковићеву причу "Исповедаоница" (Немогући сусрети) која је приказана на београдском Фестивалу краткометражних филмова (2007).
Две Живковићеве приче емитоване су на програму британског радија БиБиСи: "Воз" (2005) и "Будилник на сточићу" (2007).
Телевизија Студио Б емитовала је ТВ серију "Сакупљач" снимљену према Живковићевом циклусу "Дванаест збирки" (Дванаест збирки и чајџиница).
Телевизијска емисија РТБ из 1984. "Звездани екран" настала је по његовој истоименој монографији.

## Критички пријем
Живковићево дело је високо вредновано и вишеструко награђивано у међународним оквирима. Угледни амерички књижевни часопис Светска књижевност данас /World literature today/ објавио је 2011. темат о Живковићевој прози. Његова дела изучавају се и на северноамеричким универзитетима. Професор Ралф Богерт, с Универзитету у Торонту (Канада), укључио је Четврти круг у курс о савременом европском роману, док професор Џефри Стејделмен, с универзитета у Бафалу (САД), тумачи Седам додира музике у оквиру семинара "Музичке теме у краткој прози".

## Награде и признања
Живковићева књига Библиотека је 2003. године добила Светску награду за фантастику /World Fantasy Award/ у категорији новела. Добитник је и награде "Милош Црњански" за Четврти круг (1994), награде "Исидора Секулић" за Мост (2007), који је такође увршћен у ужи избор за Нинову награду критике за роман године 2006 (претходно је, 1997, у ужем избору био и роман мозаик Временски дарови), као и награде "Стефан Митров Љубиша" (2007) за укупно прозно стваралаштво. Романи Књига (2004), Библиотека (2005), Скривена камера (2007), Есхерове петље (2010) и Пет дунавских чуда (2011) номиновани су за једно од најпрестижнијих европских литерарних признања – "Међународну даблинску књижевну награду ИМПАК". Роман мозаик Дванаест збирки номинован је за награду "Ширли Џексон" (2008) и за награду "Британског друштва за фантастику" (2008).